# Grønland (Oslo)
Koordinaten: 59° 55′ N, 10° 46′ O

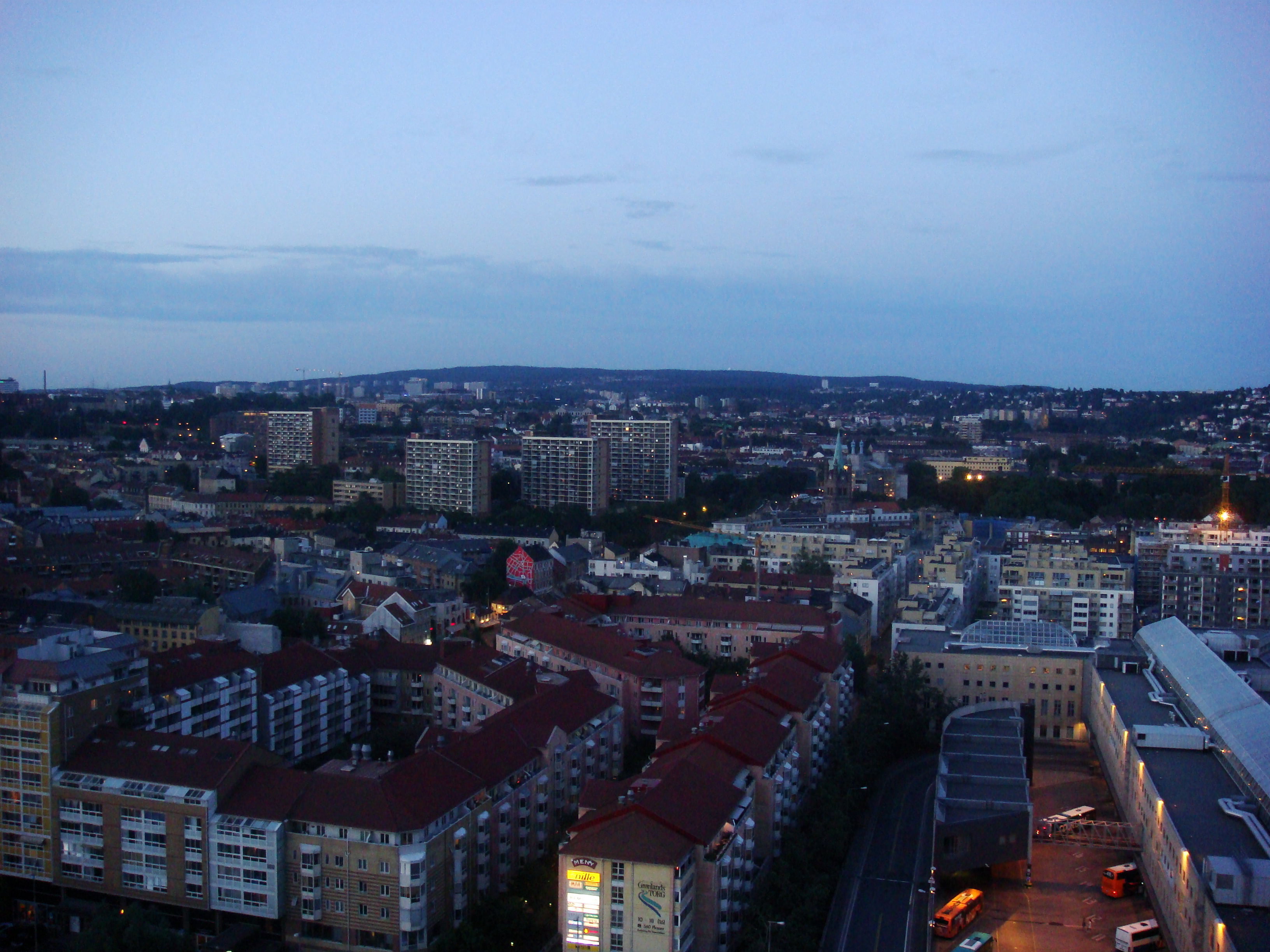
Blick auf Grønland, im Hintergrund das Stadtviertel Vaterland und das Hotel Oslo Plaza.

Grønland ist ein Stadtviertel in der Innenstadt von Oslo, östlich vom Osloer Zentrum, zugehörig zum Stadtteil Gamle Oslo. Es grenzt im Westen an das Osloer Stadtviertel Vaterland mit dem Fluss Akerselva, an den Stadtteil Tøyen mit Enerhaugen im Norden, an die Altstadt Gamlebyen im Osten sowie die Gleisanlagen der Oslo Sentralstasjon (aber nicht den Bahnhof selbst) im Süden. Grønland ist ebenfalls der Name der örtlichen Hauptstraße. Zum 1. Januar 2009 zählte Grønland 8321 Einwohner.
Das Stadtviertel Grønland beherbergt eine große kulturelle Vielfalt. Zusammen mit dem benachbarten Stadtteil Tøyen ist es ein wesentliches Gebiet für Einwanderer und Migranten in Oslo. Der Anteil der Einwanderer beträgt etwa 35–40 Prozent.

## Geschichte

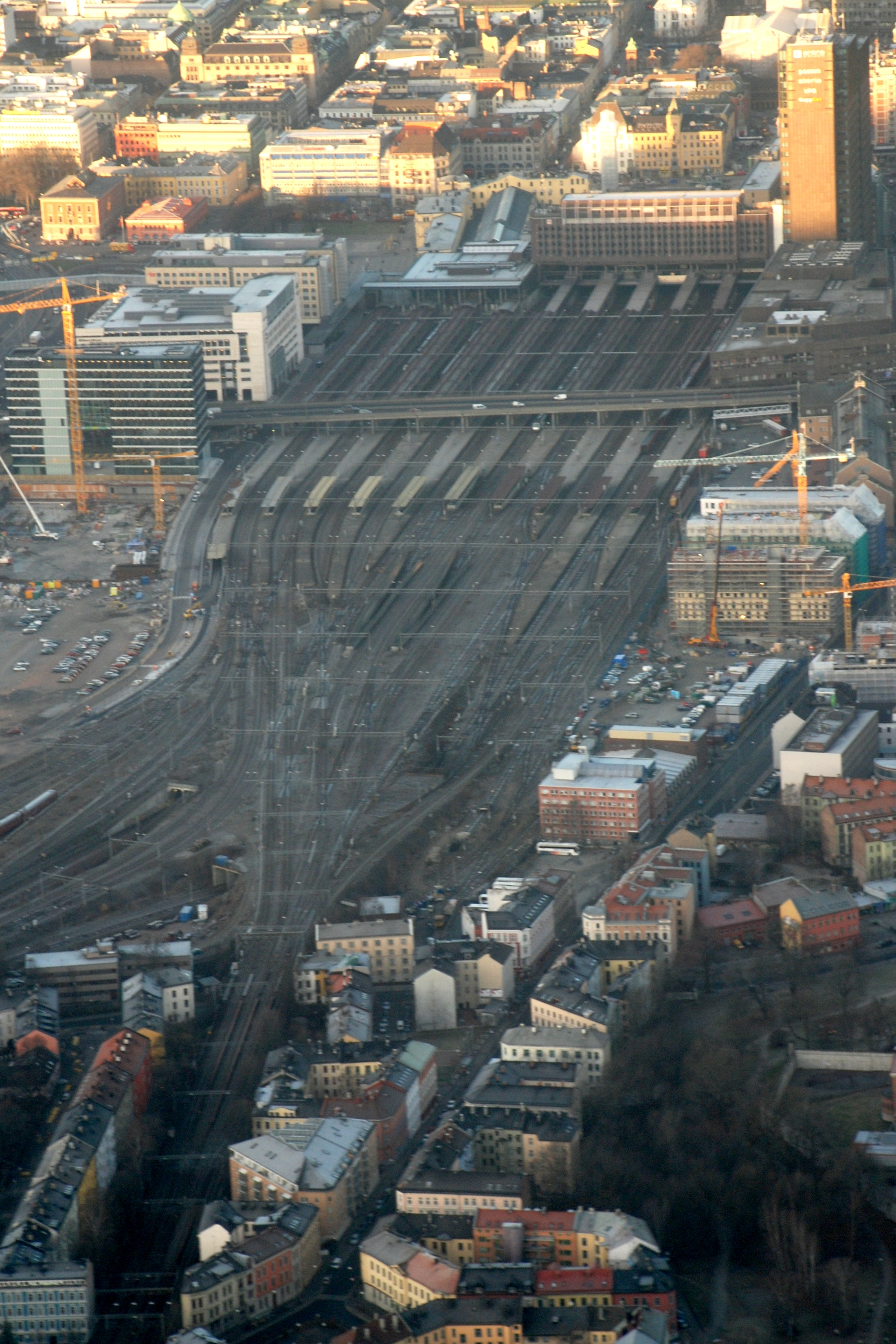
Grønland – unten links und in der Mitte die Gleisanlagen der Osloer Sentralstasjon.

Das Gebiet war ursprünglich ein Teil der Küste östlich des Auslaufs vom Fluss Akerselva. Der Name Grønland bedeutet, wie bei der nordamerikanischen Insel Grönland, Grünland und leitet sich vom grasbewachsenen Ufer des Osloer Gebietes ab. Die gleichnamige Hauptstraße Grønland bzw. Grønlandsleiret markiert die alte Uferlinie und gilt als die historische Nordgrenze der ehemaligen Bucht (und des heutigen Stadtviertels) Bjørvika. Die Veränderung beruht einerseits auf Landhebung, hauptsächlich aber auf massiver Auffüllung von Bjørvika im Laufe der Jahrhunderte.
Die wichtigsten und am meisten genutzten Straßen in dem Gebiet sind die gleichnamige Grønland und Grønlandsleiret (früher Leiret). Auch früher war es die wichtigste Verbindung zwischen dem damaligen Vorort Grønland und der norwegischen Hauptstadt Christiania (Oslo) und führte über die Vaterlands bro (Vaterlands-Brücke – der erste Brückenbau stammt aus dem Jahr 1654). Der ehemalige Vorort Grønland wurde 1859 in Christiania (heute Oslo) eingemeindet. Viele markante Bauwerke von Grønland, wie die örtliche Kirche, die Grønland kirke, die Schule und das Feuerwehrhaus sowie das sich in der Nähe befindliche Staatsgefängnis Botsfengselet, wurden in den 1860er Jahren gebaut.
Der Grønlands torg (Grønland-Platz) war früher ein einfacher Viehplatz, der auch als öffentlicher Viehmarkt genutzt und 1860 zusätzlich mit der Viehhalle „Kutørjet“ ergänzt wurde. Von 1911 bis 1974 war die Gartnerhallen an dem Platz, das Viehhaus und das Schlachthaus, in dem die örtlichen Schlachtungen von Grønland und der Osloer Umgebung durchgeführt wurden. Ebenso wurde dort der örtliche Fleisch- und Gemüsemarkt abgehalten. In den 1970er und 1980er Jahren befand sich dort der zentrale Busbahnhof. 1988 wurde an dessen Stelle ein neues Gebäude mit einem zentralen Busterminal (Oslo bussterminal) und die Galleri Oslo (Galerie Oslo), ein Einkaufszentrum, gebaut und 1989 eröffnet. Im gleichen Jahr wurde auf dem Platz auch der Komplex Smalgangen gebaut, der als neues Wohn- und Einkaufszentrum von den Architekten Anchor & Hølaas AS entwickelt wurde. Das Viertel, in dem sich auch die Zentrale der Osloer Polizei befindet, ist bereits von einer deutlichen Gentrifizierung betroffen, die insbesondere vom benachbarten neuen Stadtviertel Bjørvika und dem dort neu gebauten Osloer Opernhaus ausgeht.

## Verkehr

### Straßen
Die Straße Grønland ist die Hauptstraße im Stadtteil, am Endpunkt setzt diese sich weiter als Grønlandsleiret fort. Anschließend trifft sie auf die Schweigaards gate und verläuft dann weiter als Oslo gate.

### Nahverkehr
Der Osloer Busbahnhof (Oslo bussterminal) liegt an der westlichsten Spitze von Grønland. Auch eine Bus- und Straßenbahnhaltestelle befindet sich dort. In der Straße Grønland befindet sich der U-Bahnhof Grønland stasjon mit Anschluss an das gesamte Liniennetz der Osloer U-Bahn.

## Bekannte Bauwerke
- Stepla-gården (Grønland Nr. 4)

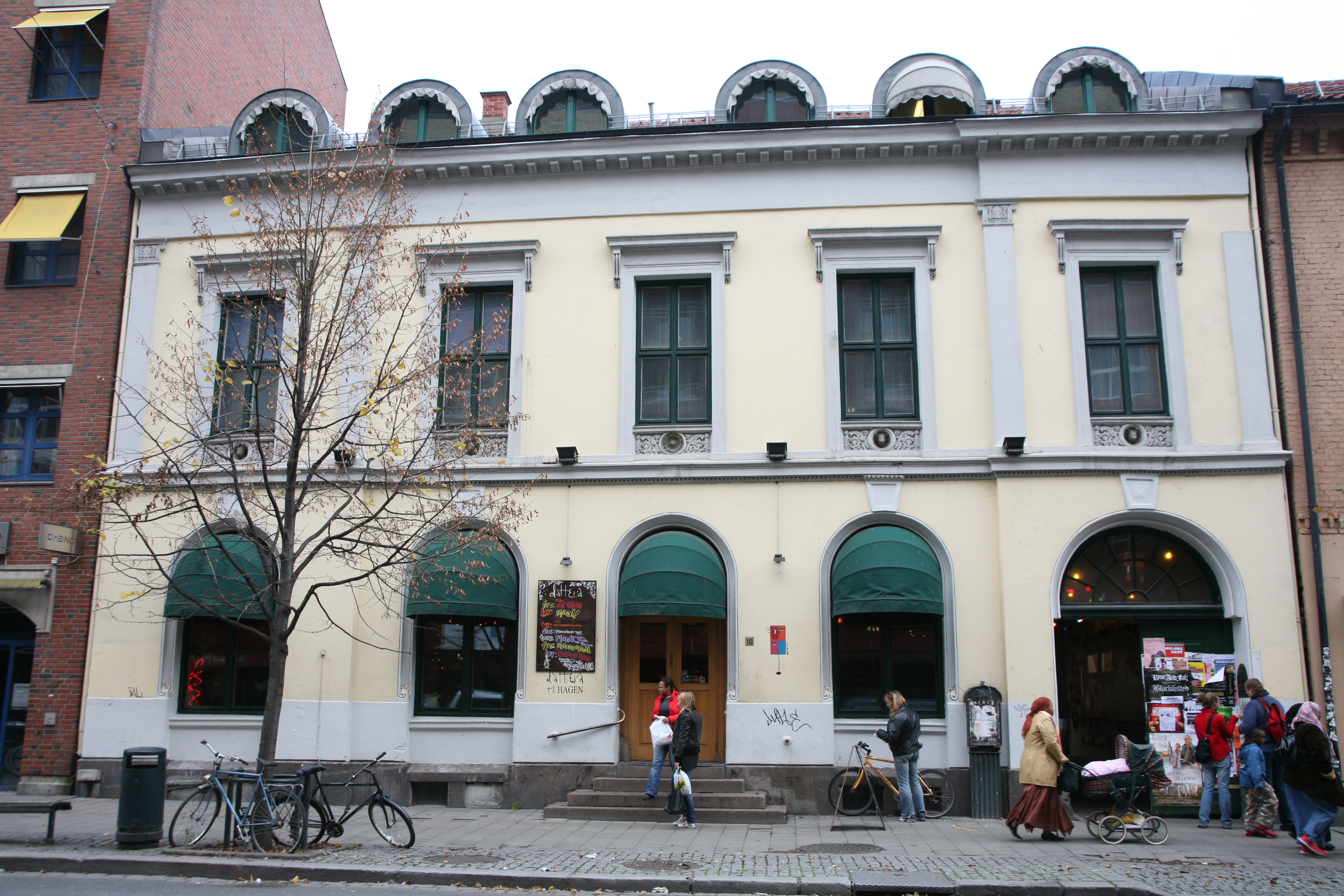
Apoteket Hjorten, heute Restaurant Dattera til Hagen, Grønland 10

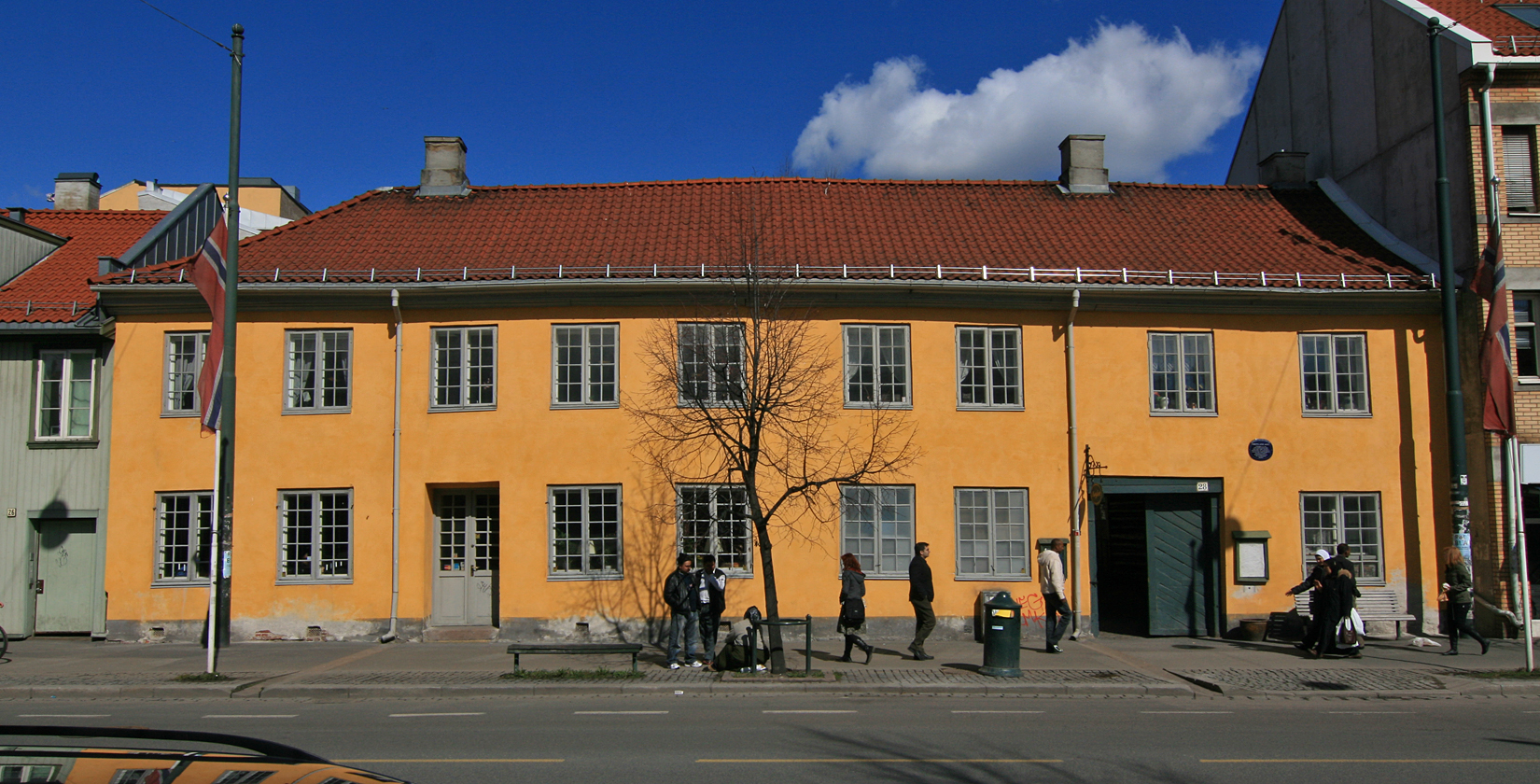
Asylet, Grønland 28

- Apoteket Hjorten in Oslo (heute Café und Restaurant Dattera til Hagen, Grønland Nr. 10)
- Goetheinstituttet (Grønland Nr. 16)
- Asylet (Grønland Nr. 28)
- Olympen-Restaurant an der Grønlandsleiret
- Grønland kirke
- Grønland brannstasjon (Grønlands-Feuerwehr) mit dem historischen Brannmuseet (Feuerwehrmuseum) befindet.
- Botsfengselet in der Åkebergveien, mit dem Grønlands Park – Botsparken
- World Islamic Mission in der Åkebergveien
- Polizeistation des Osloer Polizeidistriktes an der Grønlandsleiret
- Grønlandshagen am Grønlandsleiret